# چرمیل
چرمیل (۲)، روستایی از توابع بخش آسمینون شهرستان منوجان در استان کرمان ایران است.

## جمعیت
این روستا در دهستان ده کهان قرار دارد و براساس سرشماری مرکز آمار ایران در سال ۱۳۸۵، جمعیت آن ۶۸ نفر (۱۵خانوار) بوده‌است.